# 本願寺伝道院
本願寺伝道院（ほんがんじでんどういん）は、京都市下京区玉本町に位置する、浄土真宗本願寺派僧侶の研修・教育を目的とする施設である。1912年（明治45年）に真宗信徒生命保険株式会社本館として建造された施設であり、伊東忠太の初期の代表作としても知られている。

## 建築
2階建（一部3階建・地下1階建）の煉瓦造建築である。外壁に煉瓦色の化粧タイルを張り、花崗岩の白帯をめぐらせており、全体の様式としてはクイーン・アン様式である。しかし、その意匠は折衷的であり、インド風の玄関上部ドームと六角塔屋、中国風の高欄などが配される。さらに、柱には日本建築風の組物が載せられるほか、入り口の上には飛鳥様式風の人字形割束がペディメント風に設けられている。倉方俊輔は、同建築の窓の形は花頭窓のようでもあり、インド・イスラーム建築風にもみえると評価している。
こうした建築様式は当時の西本願寺の建築にしばしば見られるものであり、長谷川尚人はこれを「印度佛教式」意匠と総称している。長谷川によれば、西本願寺系建築における折衷的な意匠は、1875年（明治8年）の光尊寺にすでにその端緒がみられるものであり、真宗信徒生命保険株式会社本館（本願寺伝道院）と二楽荘（後述）は、インド風の意匠が主題としてあらわれる初期の例であるとする。社屋と別邸という同建築の性質が、比較的自由な意匠を認めるものであったことがその理由であるが、昭和初期には「印度佛教式」意匠は神戸別院・上海別院・光徳寺・築地別院など、積極的に建造されるようになった。
当初の真宗信徒生命保険株式会社社屋には本館のほか、附属屋・倉庫2棟・物置・人力車置場・便所・屋根伝い廊下が備えられていたものの、附属施設については1972年（昭和47年）に取り壊され、現存するのは本館のみである。

## 歴史

### 真宗信徒生命保険の設立と本社屋の建築
真宗信徒生命保険（現・T&Dフィナンシャル生命保険）は1895年（明治28年）4月、西本願寺により設立された生命保険会社である。日本初の生命保険会社である明治生命が設立されたのは1881年（明治14年）のことであるが、この業種は資本金が比較的かからず、資産の蓄積がはやいという特性から、特に明治20年代には多くの投機的参入があった。初期のこうした企業には事業の基礎を固めやすい宗教団体が関与したものが多く、真宗信徒生命と前後して仏教生命保険株式会社（1894年・明治27年）、真宗生命保険株式会社（1895年・明治28年）、日宗生命保険株式会社（1897年・明治30年）など多くの企業が設立された。
当時の西本願寺は、活発化していたキリスト教の宣教への対抗策として慈善事業を強化しようとしており、その活動費を得る手段としてこうした事業に着手した。当時の浄土真宗は真俗二諦、すなわち仏法の遵守と世俗の支配秩序の遵守の双方を重視しており、主人の死に備えて貯蓄をおこなわせる生命保険事業は、後者の「俗諦（）」を間接的に支えるものであるとみなされた。定款により、同社の純利益のうち30パーセントが西本願寺に寄付されることが規定された。当初の社屋は油小路御前通上る仏具屋町8番地にあり、瓦葺（）2階建の建築2棟であったが、手狭になったため、1901年（明治34年）に玉本町に移転した。1909年（明治42年）より本社屋の建築にむけての動きが本格的なものとなり、同年の8月から10月にかけて本社隣接地の用地買収がおこなわれた。
設計者には伊東忠太が選ばれた。倉方によれば、伊東と西本願寺がはじめて接触したのはおそらく1906年（明治39年）7月の京都出張のときであり、彼の野帳に大谷探検隊に関する記述があらわれる。伊東は大連別院の設計依頼を受け、折衷様式にもとづく建築図面を描いているものの、おそらくは門徒の反対から実際の計画には反映されなかった。また、社屋建造の前年にあたる1908年（明治41年）に起工する、門主・大谷光瑞の別邸である二楽荘の設計にも伊東はかかわり、技師・鵜飼長三郎に助言を与えた。
本社屋の設計は、現場事務所が作成した詳細図に伊東が修正を加えるという手順でおこなれた。倉方は、『伊東忠太建築作品』に図版が残されていないこと、塔部構成が伊東の作品というよりはむしろ鵜飼の二楽荘に類似していることから、本願寺伝道院の意匠設計に関しても実際には鵜飼の影響が強い可能性を指摘している。起工式がおこなわれたのは1909年（明治42年）11月29日のことであり、およそ2年後にあたる1912年（明治45年）1月31日に竣工した。その後も内装などの準備が進められ、施設自体は4月1日に落成した。施工は竹中工務店、工事監督は鵜飼長三郎、工事技手として岡山鶴吉・高橋俊一・大越十郎。総工費205,205円。

### 用途の変遷
真宗信徒生命保険は1914年（大正3年）に社名を共保生命に改めた。1916年（大正5年）には財務整理のため、本山の所有する社の株式が、有力門徒である久原房之助に譲渡された。久原は業務上の地理的不便を解消するため、共保生命の本社を京都から東京に移した。京都の社屋の本社機能は1921年（大正10年）に停止した。大正末年前後には、建物の一部を神田銀行が使用していた。また、昭和初期には京都電燈が、第二次世界大戦後には京福電気鉄道および関西電力がこの建物を使っていたことがわかっている。こうした様々な使用を経たのち、1958年（昭和33年）には本願寺布教研究所の施設として用いられるようになり、同年には1階部分に貧者施療を目的とする「あそか診療所」が設けられた。1962年（昭和37年）4月24日には、伝道院が開院し、1972年（昭和47年）には本館を除く附属施設が取り壊された。1973年（昭和48年）からは同施設で住職課程（現：布教使課程）の研修がおこなわれるようになった。1990年（平成2年）には施設名が「本願寺伝道院」に改称された。

## 関連文献
- 京都市文化財課, 浄土真宗本願寺派, 竹中工務店『浄土真宗本願寺派本願寺伝道院保存修理工事報告書 : 京都市指定有形文化財 : 旧真宗信徒生命保険株式会社社屋』浄土真宗本願寺派、2012年。
- 和田秀寿「本願寺伝道院(旧真宗信徒生命保険株式会社社屋)の建築について--伊東忠太(建築設計者)・鵜飼長三郎(建築技師)の書簡・絵葉書からみえる事象」『東洋史苑』第76巻、2010年、20-46頁。